# Rógvi Poulsen
Rógvi Poulsen (ur. 31 października 1989 na Wyspach Owczych) – farerski piłkarz występujący na pozycji pomocnika w klubie HB Tórshavn ze stolicy archipelagu. Jest lewonożny.

## Kariera klubowa

### AB Argir
W dorosłej piłce Rógvi Poulsen zadebiutował w barwach klubu AB Argir z miejscowości Argir. Stało się to 18 marca w meczu pucharowym przeciwko FS Vágar 2004, kiedy jego zespół wygrał 2:1. Podczas całego sezonu Poulsen wystąpił w dwudziestu meczach i strzelił cztery bramki, pierwszą przeciwko FS Vágar 2004, 14 maja w meczu ósmej kolejki, który jego zespół przegrał 2:3. AB Argir zdobył wtedy druga lokatę w drugoligowej tabeli, dając się wyprzedzić jedynie B71 Sandoy o dwa punkty. Awansował dzięki temu do Formuladeildin.
Pierwszy występ w pierwszej lidze swojego kraju Poulsen odnotował 17 marca 2007 roku, zaś 17 czerwca zdobył swojego pierwszego gola w tejże lidze. W sumie w dwudziestu siedmiu rozegranych spotkaniach strzelił dwie bramki. Jego klub zajął dziewiąte miejsce w tabeli i spadł do drugiej ligi.

### HB Tórshavn
Od sezonu 2008 Rógvi Poulsen występuje w drużynie HB Tórshavn. Rozegrał wtedy dwadzieścia osiem meczów dla głównego oraz osiem dla drugiego składu tego klubu. Jego debiut w barwach nowego składu miał miejsce 23 marca w meczu pucharowym przeciwko ÍF Fuglafjørður zakończonym rezultatem 3:2. W tamtym sezonie strzelił też po jednym golu dla pierwszego i drugiego skład HB Tórshavn. Zagrał także w obu meczach eliminacji Pucharu Intertoto 2008 przeciw szwedzkiemu IF Elfsborg (1:4, 0:0), w których zmieniał kolejno Jákupa á Borga (72') i Pálla Joensena (62'). Jego zespół zajął drugie miejsce w tabeli.
Podczas kolejnego sezonu Poulsen zagrał w trzydziestu dwóch meczach, zdobywając dziesięć bramek, co jest jego dotychczasowym rekordem w karierze. Grał jedynie w pierwszym składzie swej drużyny. Został ukarany pierwszą żółtą kartką w karierze pierwszoligowej 6 sierpnia. Jego klub został wtedy mistrzem Wysp Owczych. Poulsen zagrał w obu meczach przeciw cypryjskiej Omonii Nikozja. Oba mecze jego drużyna przegrała kolejno 1:4, 0:4, Poulsen w pierwszym meczu grał przez siedem ostatnich minut, zastąpiwszy Milana Kuljicia, a w drugim przez pełne dziewięćdziesiąt minut.
W obecnym sezonie Rógvi Poulsen również występuje w barwach HB Tórshavn. Jak dotąd wystąpił w dwudziestu dwóch meczach i zdobył sześć bramek. Zagrał między innymi po pełne 90 minut w obu spotkaniach z austriackim Red Bull Salzburg (0:5, 1:0) w ramach eliminacji do Ligi Mistrzów 2010/11.

### Statystyki
| Klub        | Sezon       | Liga           | Liga  | Liga   | Liga         | Liga            | Puchary krajowe | Puchary krajowe | Puchary krajowe | Puchary krajowe | Puchary europejskie | Puchary europejskie | Puchary europejskie | Puchary europejskie | Suma  | Suma   | Suma         | Suma            |
| Klub        | Sezon       | Liga           | Mecze | Bramki | Kartki       | Kartki          | Mecze           | Bramki          | Kartki          | Kartki          | Mecze               | Bramki              | Kartki              | Kartki              | Mecze | Bramki | Kartki       | Kartki          |
| Klub        | Sezon       | Liga           | Mecze | Bramki | Żółte kartki | Czerwone kartki | Mecze           | Bramki          | Żółte kartki    | Czerwone kartki | Mecze               | Bramki              | Żółte kartki        | Czerwone kartki     | Mecze | Bramki | Żółte kartki | Czerwone kartki |
| ----------- | ----------- | -------------- | ----- | ------ | ------------ | --------------- | --------------- | --------------- | --------------- | --------------- | ------------------- | ------------------- | ------------------- | ------------------- | ----- | ------ | ------------ | --------------- |
| AB Argir    | 2006        | 1.deild        | 18    | 4      | 2            | 0               | 2               | 0               | 0               | 0               | –                   | –                   | –                   | –                   | 20    | 4      | 2            | 0               |
| AB Argir    | 2007        | Formuladeildin | 25    | 2      | 0            | 0               | 2               | 0               | 0               | 0               | –                   | –                   | –                   | –                   | 27    | 2      | 0            | 0               |
| HB Tórshavn | 2008        | Formuladeildin | 25    | 1      | 0            | 0               | 3               | 0               | 0               | 0               | 2                   | 0                   | 0                   | 0                   | 30    | 1      | 0            | 0               |
| HB Tórshavn | 2008        | 1.deild        | 8     | 1      | 0            | 0               | –               | –               | –               | –               | –                   | –                   | –                   | –                   | 8     | 1      | 0            | 0               |
| HB Tórshavn | 2009        | Formuladeildin | 27    | 9      | 2            | 0               | 3               | 1               | 1               | 0               | 2                   | 0                   | 0                   | 0                   | 32    | 10     | 3            | 0               |
| HB Tórshavn | 2010        | Formuladeildin | 18    | 5      | 1            | 0               | 2               | 1               | 0               | 0               | 2                   | 0                   | 0                   | 0                   | 22    | 6      | 1            | 0               |
| Suma        | AB Argir    | AB Argir       | 43    | 6      | 2            | 0               | 4               | 0               | 0               | 0               | –                   | –                   | –                   | –                   | 47    | 6      | 2            | 0               |
| Suma        | HB Tórshavn | HB Tórshavn    | 78    | 16     | 3            | 0               | 8               | 2               | 1               | 0               | 6                   | 0                   | 0                   | 0                   | 92    | 18     | 4            | 0               |
| Suma        | Wszystkie   | Wszystkie      | 121   | 22     | 5            | 0               | 12              | 2               | 1               | 0               | 6                   | 0                   | 0                   | 0                   | 139   | 24     | 6            | 0               |

### Osiągnięcia
HB Tórshavn
- Mistrzostwo Wysp Owczych: 2009
- Superpuchar Wysp Owczych: 2009, 2010

## Kariera reprezentacyjna
Rógvi Poulsen reprezentował Wyspy Owcze w rozgrywkach młodzieżowych, a od roku 2010 gra w dorosłej kadrze. Jego pierwszym meczem międzynarodowym było spotkanie eliminacyjne do mistrzostw Europy U-17 14 października 2005 przeciwko Niemcom, przegranym przez jego drużynę 0:4. Prócz tego jeszcze w dwóch innych meczach reprezentacji U-17, trzech U-19 oraz siedmiu U-21. Dla tej ostatniej zdobył jedną bramkę w meczu z Łotwą, 9 września 2009, przegranym 1:3 przez Wyspy Owcze.
Swój pierwszy mecz w dorosłej kadrze rozegrał 4 czerwca 2010 i grał przez 68 minut, po czym został zmieniony przez Bogiego Løkina. Było to spotkanie przeciwko Luksemburgowi zakończone wynikiem 0:0. Zagrał także w pierwszym meczu grupy C eliminacji do Euro 2012 przeciwko Estonii przegranym przez jego zespół 1:2. Dotychczas były to jego jedyne spotkania w kadrze narodowej, nie zdobył żadnej bramki.